# Engelberga od Provanse
Engelberga (francuski: Engelberge) (o. 877 – 919) bila je franačka plemkinja, grofica Berija, Makona, Limousina i Lyona te vojvotkinja Akvitanije. Bila je kćerka kralja Bosa, vladara Provanse. Preko njega je bila unuka Bivina te nećakinja kraljice Richilde. Tetak joj je bio kralj Karlo Ćelavi.
Engelbergina majka je bila gospa Ermengard od Italije.

## Brak
Engelberga je 878. verena za kralja Karlomana. Do braka nije došlo te se udala prije 898. godine za Vilima I, vojvodu Akvitanije.
Posle je postala časna sestra.

## Deca
- Boso[4]
- kći?